# Autódromo Internacional Nelson Piquet
Az Autódromo Internacional Nelson Piquet (Jacarepagua Circuit) egy bezárt versenypálya Rio de Janeiróban, Brazíliában. 1978-ban és 1981-től 1989-ig itt rendezték a Formula–1 brazil nagydíját.

## Formula–1-es győztesek listája
| Év   | Versenyző        | Csapat         | Riport |
| ---- | ---------------- | -------------- | ------ |
| 1989 | Nigel Mansell    | Ferrari        | Riport |
| 1988 | Alain Prost      | McLaren-Honda  | Riport |
| 1987 | Alain Prost      | McLaren-TAG    | Riport |
| 1986 | Nelson Piquet    | Williams-Honda | Riport |
| 1985 | Alain Prost      | McLaren-TAG    | Riport |
| 1984 | Alain Prost      | McLaren-TAG    | Riport |
| 1983 | Nelson Piquet    | Brabham-BMW    | Riport |
| 1982 | Alain Prost      | Renault        | Riport |
| 1981 | Carlos Reutemann | Williams-Ford  | Riport |
| 1978 | Carlos Reutemann | Ferrari        | Riport |